# 源頼明
源 頼明（みなもと  の よりあき）は、平安時代中期の武士・官人。

## 略歴
源満仲の五男として誕生。
長徳（997年）、父・満仲の卒去時に幼年であったために、弟・頼貞と共に長兄頼光の養子となっていたとされる。『尊卑分脈』のみに記述の見える人物で、官位は従五位下、出羽守、山城介とある。